# Laki
För andra betydelser, se Laki (olika betydelser).

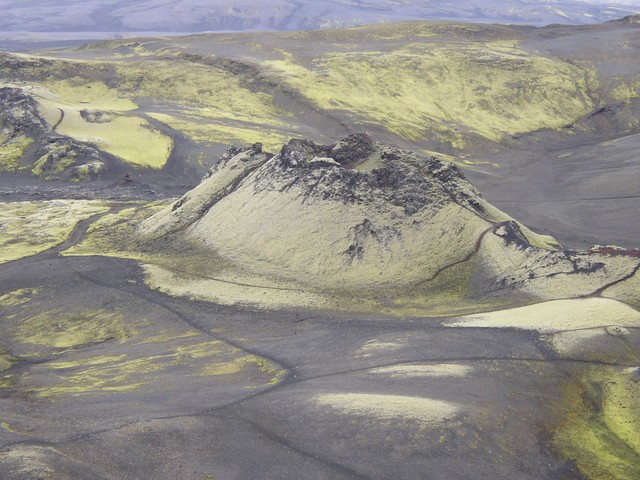
En av 130 vulkankratrar längs spricksystemet

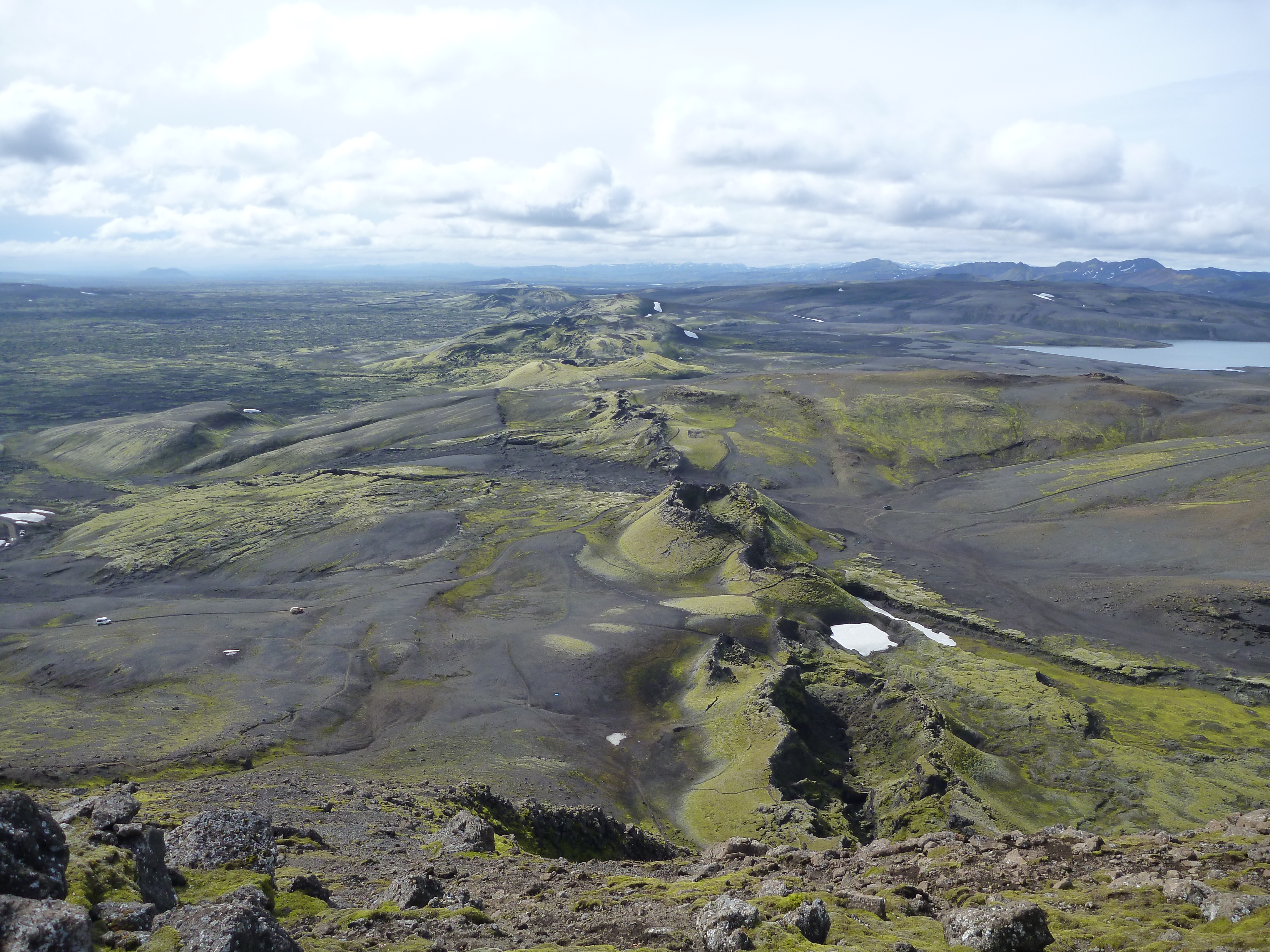
Lakagígar vulkankratrar

Laki eller Lakagígar är en vulkanspricka på sydvästra Island. I en näraliggande spricka skedde ett stort utbrott 934 e.Kr., Eldgjáutbrottet, som producerade 19,6 kubikkilometer lava. Utbrottet Lakagigar 1783–1784 orsakade den globala naturkatastrofen Móðuharðindin som dödade 75 procent av Islands boskap och 21 procent av Islands dåvarande befolkning. 
Laki är en del av ett vulkansystem som har sitt centrum i Grímsvötnvulkanen och som inkluderar kanjonen Eldgjá och vulkanen Katla. Den ligger mellan glaciärerna Mýrdalsjökull och Vatnajökull i ett område med sprickbildningar från sydväst till nordväst.

## Utbrottet 1783
Den 8 juni 1783 öppnades en spricka med 130 vulkankratrar genom freatiska utbrott på grund av grundvatten som blandades med stigande basaltmagma. Efter några dagar blev utbrotten mindre explosiva, med stromboliska och hawaiianska utbrott och stora lavaflöden. Ett åtta månader långt svavelaerosol resulterade i årtusendets största klimatiska och sociala förändringar.
Händelsen kallas Skaftáreldar och Síðueldur. Den resulterade i omkring 14 km³ basaltlava, 0,91 km³ pyroklastiskt material och lavafontänerna uppskattas ha nått 800–1 400 meter. I Storbritannien blev sommaren 1783 känd som "sandsommaren" på grund av allt nedfall från vulkanen. En uppskattning är att 23 000 britter dog till följd av förgiftning i samband med nedfallet Den aerosol som skapades av utbrottet orsakade en nedkylning av norra halvklotet.
Utbrottet fortsatte till 7 februari 1784, men den största delen lava producerades under de första fem månaderna. Grímsvötnvulkanen, som Lakisprickan kommer ur, hade utbrott samtidigt, men det pågick till 1785. Utsläppet av gaser, med bland annat omkring 8 miljoner ton fluor och omkring 120 miljoner ton svaveldioxid, blev i Europa känt som Lakidimman.
Lakidimman tog många offer med sig och de som blivit smittade av den giftiga dimman fick plågsamma smärtor i kroppen. Kroppen började svullna upp och likaså tandköttet. När man begravde kropparna, lade man dem oftast 3-4-10 stycken i samma grop. På sommaren när solen gick upp och ner var den blodröd; folket sade att det var som om den hade doppats i döda. Efter sommaren 1783 började extrema väder komma. Folket trodde att det var på grund av Lakidimman som det blev så. Det började bli mycket molnigt och ett oväder med hagel, nästan stora som en näve, föll från himlen. Enorma blixtar som man aldrig hade sett förut syntes på himlen. Efter hösten 1783 blev det kallt, kallare än vanligt. Vintern blev ett hårt slag och folk dog allt mer.

### Vulkanutbrott
- Tambora 1815
- Krakataus utbrott 1883
- Novarupta 1912